# Johann Andreas Engelhardt
Johann Andreas Engelhardt (* 19. Dezember 1804 in Lossa (Finne); † 1866) war ein deutscher Orgelbauer des 19. Jahrhunderts.

## Leben und Werk
Engelhardt stammte aus Lossa bei Naumburg (Saale) und war vom mitteldeutschen Orgelbau in seiner sächsisch-thüringischen Ausprägung um 1800 beeinflusst. Über seine Lehr- und Gesellenzeit ist bisher nichts bekannt. Um 1829 ließ er sich in Herzberg am Harz nieder und wirkte ausgehend vom Harz bis in die Regionen von Braunschweig und Hannover.
Engelhardt schuf zusammen mit seinem Sohn Gustav Carl Engelhardt (* 8. April 1843; † 1917) über 100 Orgeln, von denen noch 20 weitgehend erhalten sind. In der Regel handelt es sich um ein- oder zweimanualige Dorforgeln mit begrenzter Registerzahl. Klanglich und architektonisch sind seine Werke in der Übergangsperiode vom ausgehenden Barock, Klassizismus und der Frühromantik angesiedelt. Die Dispositionen sind noch weitgehend spätbarock geprägt, während sein Konkurrent Philipp Furtwängler einen fortschrittlichen Klang anstrebte.
Sein Sohn Gustav Carl Engelhardt (1843–1917) führte die väterliche Werkstatt bis 1880 fort. Von ihm ist in Heimburg (1871) eine zweimanualige Orgel erhalten.

## Werkliste (Auswahl)
In der fünften Spalte bezeichnet die römische Zahl die Anzahl der Manuale, ein großes „P“ ein selbstständiges Pedal und ein kleines „p“ ein nur angehängtes Pedal, die arabische Zahl in der vorletzten Spalte die Anzahl der klingenden Register. Bedeutende erhaltene historische Gehäuse (mit modernen Orgeln) werden durch Kursivierung angezeigt.
| Jahr      | Ort                    | Gebäude                       | Bild                                                         | Manuale | Register | Bemerkungen |
| --------- | ---------------------- | ----------------------------- | ------------------------------------------------------------ | ------- | -------- | --- |
| 1830      | Lerbach                | Ev.-luth. Kirche              | Engelhardt-Orgel Lerbach                                     | II/P    | 14/19    | ursprünglich I/P/14; 1863/1864 Erweiterung um ein Oberwerk durch den Erbauer in Zusammenarbeit mit seinem Sohn Gustav Carl Engelhardt; 2016/2017 umfassende Restaurierung durch Jörg Bente.                |
| 1833      | Barbis                 | St.-Petri-Kirche              |                                                              | II/P    | 19       | Erweiterung der Orgel von Johann Tobias Hansen (1753) um ein Oberwerk mit 5 Registern |
| 1835      | Trautenstein           | Ev.-luth. Kirche St. Salvator | Engelhardt-Orgel in der St. Salvator-Kirche in Trautenstein. | I/P     | 11       | |
| 1840      | Börnecke               | Ev.-luth. Kirche St. Petrus   |                                                              | II/P    | 20       | |
| 1841      | Osterode am Harz       | St. Jacobi (Schlosskirche)    |                                                              | II/P    | 26       | 1950 durch Paul Ott Umbau und 1994 Restaurierung durch Rudolf Janke |
| 1841      | Goslar-Oker            | Martin-Luther-Kirche          |                                                              | I/P     | 13       | Später Erweiterungsumbau; die Register von Engelhardt blieben jedoch erhalten |
| 1843      | Westerode              | St.-Nicolai-Kirche            |                                                              | I/P     | 10       | Fast vollständig erhalten |
| 1845      | Herzberg am Harz       | St. Nicolai                   |                                                              | II/P    | 36       | Klassizistischer Prospekt; größte erhaltene Orgel Engelhardts (28 Register original) |
| 1847–1850 | Goslar                 | Marktkirche                   |                                                              | III/P   | 46       | 1970 durch Orgel von Karl Schuke ersetzt |
| 1851      | Wollershausen          | St. Marien                    |                                                              | II/P    | 16       | Nahezu unverändert erhalten; 2000 Restaurierung durch Gebr. Hillebrand → Orgel |
| 1854      | Osterhagen             | St.-Martins-Kirche            |                                                              | II/P    | 17       | Hinter Prospekt von Johann Michael Kahlert (1770) aus Duderstadt/St. Servatius |
| 1855      | Scharzfeld             | St.-Thomas-Kirche             |                                                              | II/P    | 20       | |
| 1856      | Wettmar                | St. Marcus                    |                                                              | II/P    | 14       | Teilweise erhalten; 2005–2006 umfassende Restaurierung durch Jörg Bente |
| 1856      | Clenze                 | St. Bartholomäus              |                                                              | II/P    | 18       | 1968–1970 Pfeifenwerk durch Karl Schuke bis auf Reste im Pedal fast vollständig erneuert |
| 1857      | Bilshausen             | St. Kosmas und Damian         |                                                              | II/P    | 21       | 1984 Restaurierung durch Gebr. Krell/Duderstadt |
| 1857      | Schwiegershausen       | Michaeliskirche               |                                                              |         |          | |
| 1859      | Bad Lauterberg im Harz | St.-Andreas-Kirche            |                                                              | II/P    | 25       | Prospekt und anderer Orgelbauteile von Engelhardt erhalten und in Neubau durch Rudolf Janke integriert |
| 1860      | Jerstedt               | St.-Lukas-Kirche              |                                                              | I/P     | 13       | Abbruch 1980 verhindert, heute original erhalten, 1992 restauriert von Karl Schuke Berliner Orgelbauwerkstatt, erstmalige Verwendung von Zink als Pfeifenmaterial (Feststellung Prof. Uwe Pape, TU Berlin) |
| 1861      | Lucklum                | Kommendekirche                |                                                              | I/P     | 13       | Fast vollständig erhalten |
| 1861      | Düshorn                | St. Johannes der Täufer       |                                                              | II/P    | 19       | 14 Register erhalten |
| 1861/62   | Gladebeck              | St. Nikolai                   |                                                              | II/P    | 17       | Weitgehend erhalten |